# Carl Nicolaus Türrschmidt
Carl Nicolaus Türrschmidt (* 20. Oktober 1776 in Paris; † 18. September 1862 in Berlin) war ein deutscher Hornist und Musiklehrer.

## Leben
Türrschmidt kam mit seinem Vater, dem Hornisten Carl Türrschmidt, nach Berlin. Zunächst unterrichtete ihn sein Vater im Hornspiel, nach dessen Tode setzte er den Unterricht beim Kammermusikus Jean Brun (1759–1805), Hornist der Hofkapelle Berlin, fort.
Ende 1815 heiratete er die Sängerin Auguste Braun.

## Werk/Wirken
Türrschmidt war einer der angesehensten und gefragtesten Musiklehrer Berlins.